# Torneio Seletivo Capixaba de 2016
O Torneio Seletivo Capixaba de 2016 foi a competição que definiu a segunda vaga do estado do Espírito Santo no Campeonato Brasileiro - Série D de 2017. A Desportiva Ferroviária, atual campeã do Campeonato Capixaba, já tinha vaga garantida na Série D.
Espírito Santo conquista o torneio e a vaga na Série D.

## Regulamento
As equipes classificadas para este torneio são o vice-campeão e o terceiro colocado do Campeonato Capixaba de 2016 - Série A e os dois melhores colocados da Copa Espírito Santo de 2016 dentre os participantes da Série A. As quatro equipes jogam a Semifinal em jogos de ida e volta, com mando de campo do segundo jogo da melhor colocada de cada competição classificatória. As equipes vencedoras das semifinais decidem o título também em partidas de ida e volta, com mando de campo do segundo jogo definido por sorteio. O campeão será o segundo representante capixaba na Série D de 2017.

### Critérios de desempate
Os critérios de desempate são aplicados na seguinte ordem para cada fase:
1. Maior saldo de gols nos dois jogos
2. Cobrança de pênaltis

## Participantes
| Clube               | Cidade       | Forma de classificação                            |
| ------------------- | ------------ | ------------------------------------------------- |
| Espírito Santo      | Vitória      | Vice-campeão do Capixaba de 2016 - Série A        |
| Real Noroeste       | Águia Branca | 3º Colocado do Capixaba de 2016 - Série A         |
| Rio Branco-ES       | Vitória      | Melhor colocado da Copa Espírito Santo de 2016    |
| Atlético Itapemirim | Itapemirim   | 2º Melhor colocado da Copa Espírito Santo de 2016 |

## Semifinais
Jogos de ida
| Sábado, 5 de novembro | Atlético Itapemirim | 0 – 1     | Espírito Santo     | Estádio José Olívio Soares, Itapemirim                    |
| 16:00                 |                     | Relatório | 11' Rafael Serrano | Público: 127 Renda: R$ 975,00 Árbitro: ES Rudimar Goltara |

| Sábado, 5 de novembro | Real Noroeste   | 1 – 0     | Rio Branco-ES | José Olímpio da Rocha, Águia Branca                       |
| 17:00                 | João Manoel 45' | Relatório |               | Público: 79 Renda: R$ 605,00 Árbitro: ES Geanderson Godoi |

Jogos de volta
| Sábado, 12 de novembro | Espírito Santo | 1 – 1     | Atlético Itapemirim | Estádio Kleber Andrade, Cariacica                                           |
| 19:00                  | Zizu 50'       | Relatório | 67' Salatiel        | Público: 486 (rodada dupla) Renda: R$ 6.380,00 Árbitro: ES Geanderson Godoi |

| Sábado, 12 de novembro | Rio Branco-ES | 0 – 0     | Real Noroeste | Estádio Kleber Andrade, Cariacica                                             |
| 16:30                  |               | Relatório |               | Público: 486 (rodada dupla) Renda: R$ 6.380,00 Árbitro: ES Dyorgines Padovani |

## Finais
| Sábado, 19 de novembro | Espírito Santo | 0 – 0     | Real Noroeste | Estádio Kleber Andrade, Cariacica                         |
| 16:30                  |                | Relatório |               | Público: 60 Renda: R$ 870,00 Árbitro: ES Geanderson Godoi |

| Sábado, 26 de novembro | Real Noroeste | 0 – 2     | Espírito Santo           | Estádio Kleber Andrade, Cariacica                            |
| 16:30                  |               | Relatório | 33' Victor · 92' Vitinho | Público: 105 Renda: R$ 675,00 Árbitro: ES Devarly do Rosário |

## Premiação
| Torneio Seletivo de 2016 |
| ------------------------ |
| Espírito Santo Campeão   |